# ماریا واداس
ماریا واداس (مجاری: Vadász Mária; ۱ ژانویهٔ ۱۹۵۰ – ۱۸ اوت ۲۰۰۹) بازیکن هندبال اهل مجارستان بود.
از باشگاه‌هایی که در آن بازی کرده‌است می‌توان به باشگاه ورزشی واشاش اشاره کرد.